# Vijfsprongschans

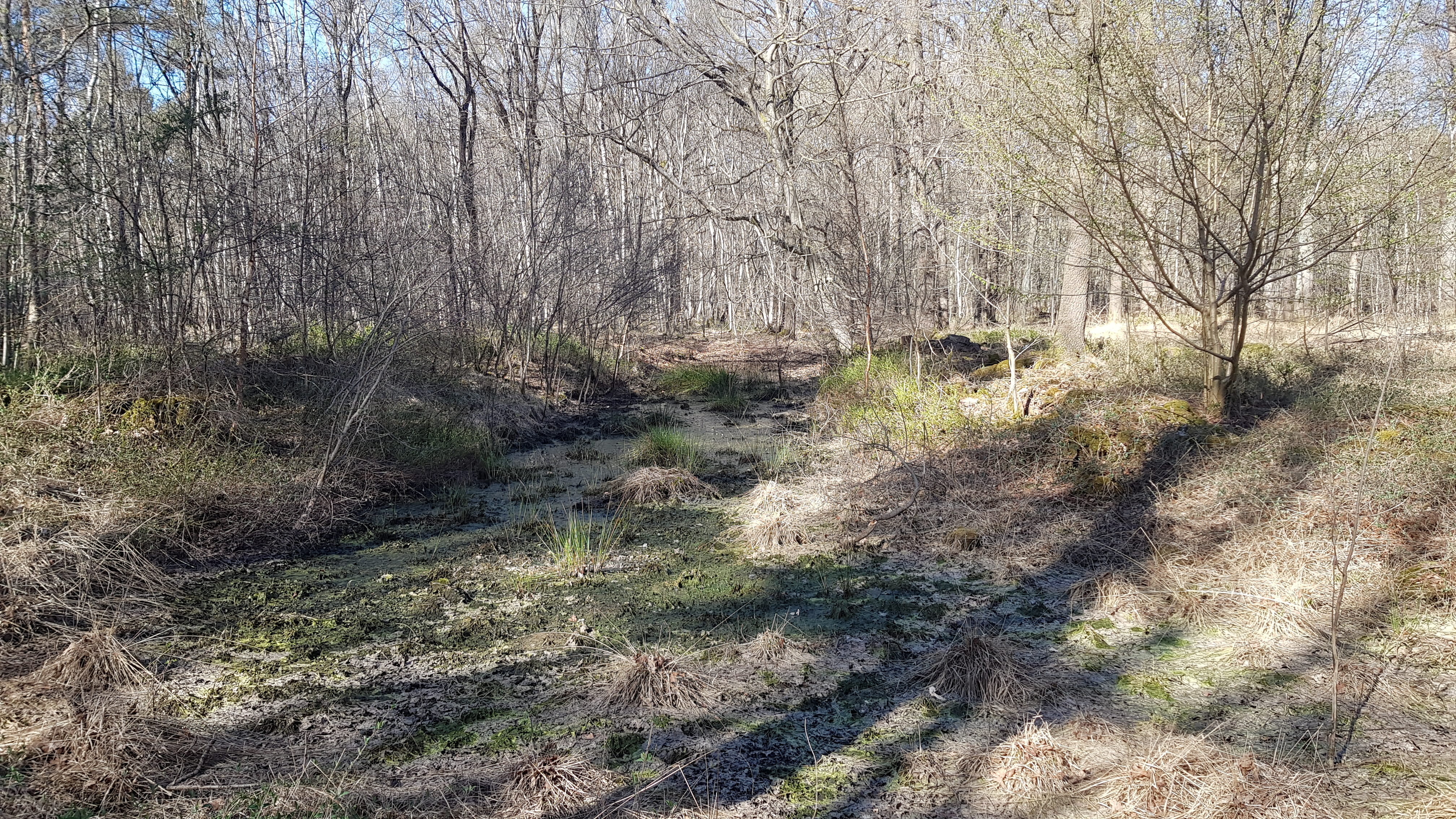
Gracht rond de schans

De Vijfsprongschans was een boerenschans in de Nederlandse gemeente Beekdaelen. De schans lag ten oosten van Schinveld in de Schinveldse Bossen nabij de Ruscherbeek.
Op ongeveer 500 meter naar het noordwesten ligt de Lammerschans en op ongeveer 400 meter naar het zuidwesten de schans Russcherleen.

## Geschiedenis
In de 13e of 14e eeuw werd de schans aangelegd als versterkt boerenerf.
In 2011 werd de schans door de Stichting Instandhouding Kleine Landschapselementen in Limburg weer zichtbaar gemaakt en hersteld.